# Richard Klein (Musikwissenschaftler)
Richard Klein (* 14. Dezember 1953; † 5. Juli 2021) war ein deutscher Organist, Musikwissenschaftler und Musikphilosoph.

## Leben
Richard Klein studierte Orgel, katholische Kirchenmusik und Musikpädagogik an der Hochschule für Musik Freiburg, was er 1980 mit dem A-Examen und dem Konzertexamen abschloss. Danach studierte er an der Albert-Ludwigs-Universität Freiburg sowie an der Freien Universität Berlin Philosophie, Musikwissenschaft und Neuere deutsche Literaturwissenschaft und wurde 1990 an der Universität Freiburg mit einer Arbeit zu Adornos Wagner-Kritik zum Dr. phil. promoviert.
Richard Klein war Präsident der „Gesellschaft für Musik und Ästhetik“ und seit 1997 Gründungsherausgeber der Zeitschrift Musik & Ästhetik. Seit 2014 lehrte er als Honorarprofessor an der Hochschule für Musik Freiburg. 2011–2021 leitete er ein Forschungsprojekt der DFG über die Grundzüge der Musikphilosophie nach Adorno. Zuvor unterrichtete er Ästhetik am philosophischen Seminar an der Albert-Ludwigs-Universität Freiburg sowie Musikwissenschaft und Philosophie an der Pädagogischen Hochschule Freiburg. Darüber hinaus nahm er Gastdozenturen in Dubrovnik, Leuven, Cluj und Bern wahr. Als Mitglied im Wissenschaftlichen Beirat der Staatsoper Stuttgart war Richard Klein in den Jahren 1997 bis 2001 mitverantwortlich für die Inszenierung des Rings des Nibelungen.

## Publikationen (Auswahl)
- Solidarität mit Metaphysik? Ein Versuch über die musikphilosophische Problematik der Wagner-Kritik Theodor W. Adornos. Königshausen und Neumann, Würzburg 1991, ISBN 978-3-88479-568-2.
- (Hrsg.): Das Ganze und der Zwischenraum: Studien zur Philosophie Georg Pichts. Königshausen und Neumann, Würzburg 1998, ISBN 978-3-8260-1332-4.
- mit Claus-Steffen Mahnkopf (Hrsg.): Mit den Ohren denken. Adornos Philosophie der Musik. Suhrkamp, Frankfurt am Main 1998, ISBN 3-518-28978-0.
- mit Eckehard Kiem, Wolfram Ette (Hrsg.): Musik in der Zeit – Zeit in der Musik. Velbrück, Weilerswist 2000, ISBN 3-934730-27-2.
- in Zusammenarbeit mit der Staatsoper Stuttgart (Hrsg.): Narben des Gesamtkunstwerks. Wagners »Ring des Nibelungen«. Fink, München 2001, ISBN 3-7705-3565-0.
- mit Wolfram Ette, Günter Figal, Günter Peters (Hrsg.): Adorno im Widerstreit. Zur Präsenz seines Denkens. Alber, Freiburg 2004, ISBN 3-495-48131-1.
- Avantgardismus versus Präsenz. Adorno mit Gadamer – und umgekehrt. In: Zeitschrift für kritische Theorie. 20-21 (2005), S. 171–204.
- Bob Dylan: My Name It is Nothin’. Nicht Pop, Nicht Kunst. Lukas, Berlin 2006, ISBN 3-936872-45-7.
- mit Axel Honneth, Peter Kemper (Hrsg.): Bob Dylan. Ein Kongreß. Suhrkamp, Frankfurt am Main 2007, ISBN 978-3-518-12507-6.
- Die Geburt der Musikphilosophie aus dem Geiste der Kulturkritik. Zu Friedrich Nietzsches Wagner. In: Musikphilosophie (= Sonderband Musik-Konzepte, Neue Folge). Hrsg. v. Ulrich Tadday. München 2007, S. 19–33.
- mit Johann Kreuzer, Stefan Müller-Doohm (Hrsg.): Adorno – Handbuch. Leben – Werk – Wirkung. Metzler, Stuttgart 2011, ISBN 978-3-476-02254-7.
- mit Johanna Dombois: Richard Wagner und seine Medien. Für eine kritische Praxis des Musiktheaters. Klett-Cotta, Stuttgart 2012, ISBN 978-3-608-94740-3.
- Blood on the tracks. Bob Dylans Ort in den 1970er Jahren. In: Vom Sinn des Hörens. Beiträge zur Philosophie der Musik. Hrsg. v. Georg Mohr u. Johann Kreuzer. Königshausen und Neumann, Würzburg 2012, S. 193–215.
- Musikphilosophie – zur Einführung. Junius, Hamburg 2014; 2. überarb. Aufl. 2019, ISBN 978-3-88506-087-1.
- (Hrsg.): Gesellschaft im Werk. Musikphilosophie nach Adorno. Alber, Freiburg 2015, ISBN 978-3-495-48744-0.
- Zeit, Stimme, Sprache: Wie Bob Dylan singt. In: Bob Dylan – Face value. Ausstellungskatalog Kunstsammlungen Chemnitz / Museum am Theaterplatz, hrsg. v. Ingrid Mössinger. Sandstein, Dresden 2016, S. 62–70.
- Adorno als negativer Hermeneutiker. Zu seiner Theorie der musikalischen Interpretation. In: Zeitschrift für kritische Theorie. 44–45, 2017, S. 158–175.